# God of War (serie)
God of War er en mytologibaseret action-eventyr-videospilserie. Serien blev lavet af David Jaffe, der arbejdede hos Sonys Santa Monica-studio. Serien debuterede i 2005 på PlayStation 2 og er lige siden blev en af Playstations mest kendte "franchises" eller spil. Serien følger den spartansk kriger Kratos, der bliver snydt til at myrde sin datter og kone af sin gamle herre, den græske krigsgud Ares, og derefter prøver Kratos at slippe af med sine mareridt ved at tjene de andre olympiske guder, men ender altid med at konfrontere og for det meste dræbe dem. Mange år efter Grækenlands ødelæggelse ender Kratos i Skandinavien og får en søn, Atreus. Kratos og Atreus rejser igennem forskellige riger for at fuldføre en opgave, de blev stillet af Atreus' nu afdøde mor.